# Kolkata Knight Riders
Kolkata Knight Riders é um clube de críquete da Índia. Sua sede fica na cidade de Calcutá. A equipe disputa a Indian Premier League. Seu estádio é o Eden Gardens e tem capacidade para 67.000 espectadores.